# Let's Get to It
Let's Get to It is een album van de Australische zangeres Kylie Minogue, uitgebracht in 1991. Het is het vierde en laatste album van Minogue onder productie van Stock & Waterman (dit keer zonder Aitken).
Hoewel recensenten het album beschreven als Minogues beste tot dan toe, bleef groot commercieel succes achter. Het lukte het album niet om in thuisland Australië en tweede thuisland Verenigd Koninkrijk de top 10 te behalen.
Alle nummers zijn geschreven door Minogue, Stock en/of Waterman, met uitzondering van Give Me Just A Little More Time, een cover geschreven door Ronald Dubar en Edyth Wayne. Het nummer If You Were With Me Now is geschreven door Keith Washington en Minogue/Stock/Waterman.
In Japan is het album uitgebracht met een bonus-minidisc waarop drie instrumentale versies van de Rhythm of Love-plaat staan.

## Tracks
1. "Word Is Out"– 3:35
2. "Give Me Just a Little More Time" – 3:08
3. "Too Much of a Good Thing" – 4:24
4. "Finer Feelings" – 3:54
5. "If You Were with Me Now" – 3:11
6. "Let's Get to It" – 4:49
7. "Right Here, Right Now" – 3:52
8. "Live and Learn" – 3:15
9. "No World Without You" – 2:46
10. "I Guess I Like It like That" – 6:00